# Ніфаргогамарус середній
Ніфаргогамарус середній (Niphargogammarus intermedius), або ніфарг середній — вид ракоподібних, ендемічний для чорноморсько-каспійського регіону. Представник понто-каспійської фауни.

## Таксономія
Раніше вважався одним із 10 видів роду Niphargoides (один з 5 видів роду у фауні України). Також вважався підвидом каспійського Niphargoides borodini. Наразі вважається одним із чотирьох видів роду Niphargogammarus Birstein, 1945, родина Pontogammaridae. Назва ніфарг використовується для цього виду помилково, оскільки він не має відношення ні до роду Niphargus, ні до родини Niphargidae.

## Природохоронний статус
У Червоній книзі України має природохоронний статус «Вразливий». У виданні 2009 року біноміальна назва записана як Nipargoides intermedius.

## Поширення
Поширений у пониззі Дунаю та Дністра, у Дніпровсько-Бузькому лимані. Водиться також у Кучурганському водосховищі на кордоні України та Молдови. Населяє прісноводні та слабосолонуватоводні ділянки лиманів і пониззя річок. Піщані, мулисто-піщані та піщано-черепашкові біотопи.

## Чисельність
Незначна (20—30 особин на 1 м² дна). Причиною зміни чисельності є забруднення та замулення водойм, зміна солоності води, заростання макрофітами чистоводних зон лиманів.

## Особливості біології
Стенобіонт, трапляється на глибинах 1 — 16 м.

## Заходи охорони
Не здійснювалися. Слід вивчити особливості біології виду, охороняти характерні для нього біотопи; оголосити заповідними території, де зустрічається ніфарг середній.